# Rhesalistis rotundata
Rhesalistis rotundata là một loài bướm đêm trong họ Noctuidae.